# Heinrich von Cerrini
Heinrich von Cerrini de Monte Varchi (7 januari 1740 - 13 november 1823) was een Duits militair en politicus. Het adellijke geslacht Cerrini de Monte Varchi is van Florentijnse afkomst. Heinrich was koninklijk Saksisch minister en gouverneur van Dresden. Op 14 november 1817 werd hij voor 60 jaar trouwe dienst en betoonde moed in de veldtochten tussen 1757 en 1807 onderscheiden met het grootkruis van de Militaire Orde van Sint-Hendrik. Na het ontslag van minister van Oorlog von Low nam Heinrich von Cerrini dit ministerie onder zijn hoede. Hij begeleidde zijn souverein, de door de geallieerden krijgsgevangen genomen koning Frederik August I van Saksen in 1813 naar Regensburg en Praag. Na terugkeer in Dresden was hij ad interim minister van Buitenlandse Zaken. Hij stierf als luitenant-generaal, grootkruis in de Militaire Orde van Sint-Hendrik en gouverneur van Dresden.
Hij stond als Saksisch generaal-majoor en bondgenoot van Napoleon op het slagveld van Jena.